# Bataille de Voronej (1942)
Ne doit pas être confondu avec la seconde Bataille de Voronej en 1943
Seconde Guerre mondiale
La bataille de Voronej, ou première bataille de Voronej, est une bataille sur le front de l'Est durant la Seconde Guerre mondiale. Elle est menée du 28 juin au 24 juillet 1942 autour de la ville de Voronej, d'importance stratégique, sur la rivière Don, à 450 km au sud de Moscou, et constitue le début de l'offensive d'été allemande de 1942.

## Bataille
L'attaque allemande a deux objectifs. D'abord semer le doute sur les objectifs ultimes de la campagne allemande dans son ensemble. Chez les Soviétiques et en particulier dans le haut commandement, on pense que les Allemands lanceront leur attaque contre Moscou à l'été. En attaquant fortement Voronej, près de l'endroit ou la Wehrmacht a pénétré profondément l'année précédente, il s'agit de faire diversion pour masquer une action plus importante se déroulant plus au sud. Les forces soviétiques envoyées dans la région pour renforcer les défenses de Voronej ne pourront pas se déplacer à la même vitesse que les Allemands, qui se tourneront alors vers le sud en les laissant derrière eux. Un autre objectif est d'établir une ligne de front facile à tenir le long de la rivière, avec un flanc gauche solide protégé par des forces relativement légères.

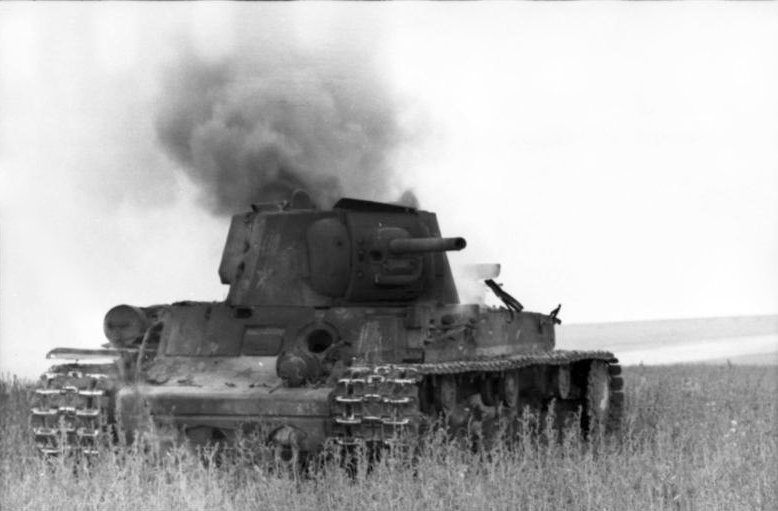
Un char lourd soviétique KV-1 détruit près de Voronej (1942).

Le plan implique des forces du groupe d'armées Sud, positionnées à ce moment loin au nord de leur zone de combat. L'attaque sera dirigée par la 4e Panzerarmee sous le commandement du général Hermann Hoth. Les forces très mobiles de Hoth se déplaceront rapidement vers l'est jusqu'à Voronej, puis tourneront vers le sud-est pour suivre le Don jusqu'à Stalingrad. Au fur et à mesure que la 4e Armée quittera la ville, les forces d'infanterie plus lentes de la 2e Armée qui suivent derrière prendront position le long de la rivière. Le plan prévoit que la 2e Armée arrive juste au moment où la 4e a quitté la ville ; Hoth a pour ordre d'éviter tout combat de rue à rue qui pourrait ralentir leur progression.
La ville est défendue par les troupes de la 40e armée soviétique dans le cadre de l'opération défensive Valuiki-Rossosh (28 juin-24 juillet 1942) du Front du Sud-Ouest du général d'armée Nikolaï Vatoutine. Les puissantes forces blindées de Hoth avancent rapidement, la seule barrière naturelle avant la ville étant la rivière Devitsa, un bras du Don traversant Semilouki, à une courte distance à l'ouest. Pour des raisons qui ne sont pas claires, le pont sur la Devitsa n'est pas été détruit et les forces de Hoth balaient les forces défensives qui y étaient stationnées et atteignent la périphérie de Voronej le 7 juillet. Les forces soviétiques montent ensuite une contre-attaque réussie.
À ce stade, les Allemands auraient dû être relevés par les forces d'infanterie, mais celles-ci sont encore loin de la ville. Des combats intenses éclatent de maison en maison et Hoth continue à avancer tout en attendant la relève. À un moment donné, la 3e Division motorisée franchit le Don, mais fait demi-tour. Le commandement soviétique envoie des réserves dans la ville et il se produit une situation similaire à celle qui sera observée à Stalingrad quelques mois plus tard, les troupes allemandes déblayant la ville rue par rue au lance-flammes avec l'appui des blindés.
Pendant deux jours, la 2e Armée n'arrive toujours pas alors que la 4e est fortement engagée et peine à se retirer de la ligne. La 2e Armée une fois sur place poursuit le combat jusqu'au 24 juillet, date à laquelle les dernières forces soviétiques à l'ouest du Don sont défaites. Adolf Hitler dira plus tard que ces deux jours, combinés à d'autres retards évitables sur la route du sud, ont permis au maréchal Semion Timochenko de renforcer les forces à Stalingrad avant l'arrivée de la 4e Armée.
Les forces soviétiques reprennent la ville lors de la bataille de Voronej de 1943.

## Sources
- Glantz, David M. & House, Jonathan (1995), When Titans Clashed: How the Red Army Stopped Hitler, Lawrence, Kansas: University Press of Kansas,  (ISBN 0-7006-0899-0).